# جون جي. هورن
جون جي. هورن هو نقابي وسياسي أمريكي، ولد في 2 نوفمبر 1917 في كامدن في الولايات المتحدة، وتوفي في 6 يناير 1999 في Brick Township, New Jersey ‏ في الولايات المتحدة. نشط حزبياً في الحزب الديمقراطي. وقد انتخب عضو جمعية نيوجيرسي العامة ‏.